# Адам Сталони-Добжанський
Адам Сталони-Добжанський (пол. Adam Stalony-Dobrzański, 19 жовтня 1904, Мена, нині Чернігівська область — 22 березня 1985, Краків) — польський художник, графік, реставратор пам'яток мистецтва, професор  Краківської Академії мистецтв.
Твори Адама Сталони-Добжанського — це композиції на сакральну тему, створені для понад 50 католицьких костелів, православних церков та храму євангелістів. Серед них мозаїки та, передусім, понад 220 вітражів, на яких представлено повну іконографію християнського мистецтва.